# Ирски теријер
Ирски теријер је раса паса из Ирске, једна од многих раса теријера. Ирски теријер се сматра једном од најстаријих раса теријера. Изложба паса у Даблину 1873. била је прва која је обезбедила посебну класу за ирске теријере. До 1880-их, ирски теријери су били четврта најпопуларнија раса у Великој Британији и Ирској.
Ирски теријер је активан пас компактне величине који је погодан за живот у руралним и градским срединама. Његова оштра црвена длака штити га од свих временских прилика.

## Опис
Раније је реп обично купиран убрзо након рођења до отприлике две трећине првобитне дужине. У земљама у којима је купирање забрањено, судије за конформацију наглашавају ношење репа. Реп би требало да почне прилично високо, али не би требало да се држи право горе или да се увија преко леђа или било које стране тела. Уши су мале и пресавијене напред тик изнад нивоа лобање. Пожељно је да су мало тамнији од остатка длаке.
Ирски теријер је обојен златно црвено, црвено пшенични или пшенични. Тамноцрвена се често погрешно сматра једино исправном бојом, вероватно зато што је пшенична длака често лошијег квалитета. Као и код многих других једнобојних раса, мала мрља беле боје је дозвољена на грудима. Бела не би требало да се појављује на другом месту. Како ирски теријер стари, седа длака се може појавити ту и тамо.
Спољашњи део дупле длаке треба да буде раван и чврсте текстуре, никада мекан, свиленкаст, коврџав, таласаст или вунаст као што се може очекивати код кери плавог теријера. Длака треба да лежи равно уз кожу и, иако има одређену дужину, никада не би требало да буде толико дуга да сакрије прави облик пса. Има дужих длака на ногама, али никад толико као код фокс теријера или шнауцера. То значи да морате често да подшишате длаку што може бити скупо.
Унутрашњи део длаке, који се зове потдлака, такође треба да буде црвен. Потдлака може бити невидљива за неискусно око. Длака треба да буде доста густа и тако да се „кожа на раздвојеној прстима једва види“.
Правилно ошишан ирски теријер треба да има нешто украса на ногама и глави. Нешто дужа длака на предњим ногама треба да формира равномерне стубове, док задње ноге треба да имају само нешто дуже длаке и не треба да буду подшишане преблизу кожи. Брада је наглашена кратком брадом. Брада не би требало да буде тако бујна као код шнауцера.
Очи треба да буду тамно смеђе и прилично мале са "ватреним" изразом. Очи су прекривене негованим обрвама. Цела глава треба да има добру пигментацију.

## Величина
Већина земаља има описе расе који кажу да ирски теријер не би требало да буде већи од 48 цм мерено у гребену. Међутим, није необично видети женке које су високе 50 цм или псе чак 53 цм (20 инча). Млађе генерације су ближе идеалу, али ово има и лошу страну: када је ирски теријер веома мали и светлих боја, губи исправан расни тип.
Веома ретко се могу видети ирски теријери који теже само 11 до 12 кг, као што каже оригинални опис расе Кенел Клуба. Дозвољено је 13 кг за женског пса и 15 за мушког пса.

## Темперамент
Ирски теријери су активни пси и требају и уживају у сталним менталним и физичким изазовима; добро обучени ирски теријери могу се добро снаћи у разним псећим спортовима, као што је агилност паса. Ирски теријер је пун живота, али није хиперактиван; требало би да буде у стању да се опусти у кући и да се брзо подигне на пун ниво активности.
Ирски теријери су добри са људима. Имају веома развијен осећај лојалности и важно је да имају снажног одговорног вођу, према коме гаје природно поштовање. Већина ирских теријера воли децу и у извесној мери толерише грубо понашање. Ирским теријерима је потребна вежба. Они уживају у обуци, нове задатке лако савладавају уз храну и играчке које раде подједнако добро. Ирски теријери имају мању жељу да удовоље људима него неке друге расе, али имају менталне способности и уживају у решавању загонетки. Они најбоље реагују на доследну обуку засновану на награђивању од опуштене, ауторитативне особе. Као и код свих раса паса, насиље никада не би требало користити – уместо тога користите ометање и наградите понашање које желите. Увек је најбоље надмудрити и намамити. Када тражите тренера, треба тражити особу која има искуства са теријерима.
Ирски теријери су често доминантни код других паса. Као и код сваког пса, слабо социјализовани појединци могу започети туче и рана социјализација је неопходна. Већина има јаке инстинкте чувања и када се ти инстинкти контролишу, постају одлични алармантни пси чувари.
Све је више људи који се придружују организованим псећим спортовима са својим теријерима. Обука послушности која је потребна на одређеном нивоу у већини псећих спортова је прилично лака, иако је прецизност и дуготрајан рада потребан на вишим нивоима. Многи ирски теријери се истичу у агилности паса, иако је можда тешко избалансирати брзину, независност и прецизност потребне на вишим нивоима.
Ирски теријери имају добар нос и могу научити да прате било животињски или људски мирис. У Финској ирски теријери се квалификују као пси спасиоци специјализовани за спасавање на мору.

## Историја
Порекло расе није познато. Верује се да потиче од паса црног и жутосмеђег теријера из Британије и Ирске, баш као кери и мекодлаки мрки теријери у Ирској или велшки, лејклендски и шкотски теријери у Великој Британији. Такође постоји претпоставка да би ова раса могла делити порекло са ирским вучјим хртом.
Одговарајући процес селекције расе почео је тек у другом 19. веку. Приказивали су се с времена на време, некад у једној класи, некад у одвојеним часовима за псе испод и преко 9 фунти.
Први расни клуб основан је у Даблину 1879. Ирски теријери су били први чланови групе теријера које је енглески кинолошки савез признао као аутохтона ирска раса – то се догодило пред крај 19. века. Први ирски теријери одведени су у САД крајем 19. века и брзо су постали популарни.
Када је правилно негован, покривач ирског теријера ће заштитити пса од кише и хладноће. Ирски теријер који се правилно негује такође не лиња. Покривач је прилично лак за неговање, псе за кућне љубимце (уместо изложбених паса) треба шишати само једном или два пута годишње.
Приликом скидања, длака се може у потпуности „скинути“ како би се пас оставио у потдлаки док не израсте нова длака. За кућног љубимца, ово треба радити најмање два пута годишње. Када је потребан покривач високог квалитета, то се може постићи на много начина. Један је "мотањем длаке", тј. скидањем пса сваких 10 недеља да би се уклонила мртва длака. Пре наступа потребан је стручни тример за обликовање посебно главе и ногу.
Неким ирским теријерима треба купирати уши када су млади.

## Здравље
Студија у Великој Британији из 2024. године показала је да је очекивани животни век ове расе 13,5 година у поређењу са просеком од 12,7 за чисте расе и 12 за меленце.